# Río Belice
El río Belice es un cuerpo de agua de 290 kilómetros de longitud que desemboca en el mar Caribe en la costa central de Belice. Esta corriente de agua drena cerca de una cuarta parte de la superficie beliceña. Nace en los montes Maya, de donde llega a desembocar cerca de la Ciudad de Belice.

## Descripción
La cuenca del Belice-Mopán alberga a un 45 % de la población de ese país. Conocido también como río Viejo, el Belice es un río navegable que ha servido como una arteria esencial de comunicación entre el interior del país y la costa caribeña hasta bien entrado el siglo XX. 
El río Belice nace de la unión de los ríos Mopán y Macal, cerca de San Ignacio (Guatemala). Fluye a través del valle del Belice, que se encuentra cubierto de una espesa selva tropical. El río ha sido asociado a la silvicultura, y particularmente a la explotación de la caoba. 
Este río es una fuente particularmente importante de agua potable y de otros usos domésticos para la población beliceña. Sin embargo, la calidad del agua disminuye rápidamente, debido a la sedimentación de materiales sólidos y la presencia de pesticidas y otras sustancias tóxicas. La mayor fuente de degradación de la cuenca del Belice es la gran deforestación que se observa en el curso alto del río Mopán, así como ciertas prácticas agrícolas no sustentables. Karper y Boles han señalado que la gran cuenca del río Belice-Mopán es un ejemplo de una corriente de agua presionada por las prácticas agrícolas no sustentables que se han realizado en la región durante las tres últimas décadas. La práctica de la roza por parte de los habitantes de la cuenca han contribuido al avance de la degradación ecológica del valle del Belice.